# Соціальна теорія
Соціальні теорії — це аналітичні парадигми, які використовують для вивчення та інтерпретації соціальних явищ. Це поняття використовують дослідники суспільства в контексті історичної суперечки про обґрунтованість і надійність різних методологій (наприклад, позитивізму та антипозитивізму), першість будь-якої структури чи чинника, а також відношення між  випадковістю та необхідністю. Соціальну теорію поза академічною та політичною наукою можна визначити як "соціальну критику" або "культурну критику", вона може бути пов'язана з формальною культурною та літературною наукою, а також іншими неакадемічними чи журналістськими формами.

## Визначення
Соціальна теорія, за визначенням, використовується для розрізнення та узагальнення різних типів суспільств, а також для аналізу сучасності, як вона сформувалася за останні кілька століть. Соціальна теорія, як її визнають сьогодні, виникла у 20-му столітті як окрема дисципліна, і значною мірою ототожнювалася з позицією критичного мислення та прагненням до знання через апостеріорні методи відкриття, а не апріорні методи традиції.
Соціальна думка надає загальні теорії для пояснення дій та поведінки суспільства в цілому, охоплюючи соціологічні, політичні та філософські ідеї. Класична соціальна теорія, як правило, була представлена з точки зору західної філософії і часто розглядалася як європоцентрична.
Побудова теорії, згідно з соціологічною енциклопедією Блекуелла, є інструментальною: «Їх мета — сприяти точному спілкуванню, суворій перевірці, високій точності та широкому застосуванню. До них належать: відсутність суперечностей, відсутність амбівалентності, абстрактність, узагальненість, точність, ощадливість та умовність». Отже, соціальна теорія складається з чітко визначених термінів, тверджень, аргументів та умов застосування.

## Історія

### Античність
Конфуцій (551–479 рр. до н.е.) передбачав справедливе суспільство, яке виходило за межі сучасного йому суспільства Періоду Воюючих царств. Пізніше, також у Китаї, Мо-цзи (близько 470 – близько 390 рр. до н.е.) рекомендував більш прагматичну соціологію, але етичну в своїй основі.
На Заході Святий Августин (354–430) був стурбований виключно ідеєю справедливого суспільства. Святий Августин описує пізнє давньоримське суспільство через призму ненависті і презирства до того, що він вважав фальшивими богами, і у відповідь теоретично обґрунтував у праці «Про місто Боже». Давньогрецькі філософи, включаючи Арістотеля (384–322 до н.е.) і Платона (428/427 або 424/423 – 348/347 до н.е.), не бачили різниці між політикою та суспільством. Поняття суспільства з'явилося лише в епоху Просвітництва. Термін «суспільство» (société), ймовірно, вперше був використаний як ключове поняття Руссо в обговоренні соціальних відносин. До Просвітництва соціальна теорія мала переважно наративну та нормативну форму. Вона виражалася у вигляді історій та байок, і можна припустити, що  філософи до Сократа та релігійні вчителі були попередниками власне соціальної теорії.

### Середньовіччя
Існують свідчення ранньої мусульманської соціології з 14 століття: у книзі «Мукаддіма» Ібн Хальдуна (пізніше перекладена латиною як «Пролегомени»), вступі до семитомного аналізу всесвітньої історії, Ібн Хальдун вперше просунув соціальну філософію та соціальні науки у формулюванні теорій соціальної згуртованості та соціального конфлікту. Тому багато хто вважає Ібн Хальдуна попередником соціології. У трактаті Хальдуна «Мукаддіма» («Вступ до історії»), опублікованому в 1377 році, описано два типи суспільств: (1) міста або міські жителі і (2) мобільні, кочові суспільства.

### Європейська соціальна думка
Сучасність виникла в період Просвітництва, з появою світової економіки та обміну між різними суспільствами, що принесло кардинальні зміни та нові виклики для суспільства. Багато французьких та шотландських інтелектуалів і філософів прийняли ідею прогресу та ідеї сучасності.
Епоха Просвітництва несла ідею, що з новими відкриттями, які кидали виклик традиційному способу мислення, вчені були змушені шукати нову нормативність. Цей процес дозволив науковим знанням і суспільству прогресувати. Французька думка в цей період зосереджувалася на моральній критиці та критиці монархії. Ці ідеї не спиралися на ідеї минулого класичних мислителів, а також не передбачали дотримання релігійних вчень і авторитету монарха.
Спільним фактором класичних теорій була згода з тим, що історія людства рухається по фіксованому шляху. Вони розходилися в думках щодо того, куди цей шлях приведе: до соціального прогресу, технологічного прогресу, занепаду або навіть падіння. Теоретики соціального циклу скептично ставилися до західних досягнень і технологічного прогресу, але стверджували, що прогрес є ілюзією підйомів і падінь історичних циклів.  Класичний підхід піддався критиці з боку багатьох сучасних соціологів і теоретиків, серед яких Карл Поппер, Роберт Нісбет, Чарльз Тіллі та Іммануїл Валлерстайн.
19 століття принесло питання, пов'язані із соціальним порядком. Французька революція звільнила французьке суспільство від контролю монархії, не залишивши ефективних засобів для підтримання соціального порядку до приходу до влади Наполеона. З'явилися три великі класичні теорії соціальних та історичних змін: теорія соціального еволюціонізму (частиною якої є соціальний дарвінізм), теорія соціального циклу та марксистська теорія історичного матеріалізму.
Класична соціальна теорія 19 століття була розширена для створення нових, сучасних соціальних теорій, таких як багатолінійної теорії еволюції (неоеволюціонізм, біосоціологія, теорія модернізації, теорія постіндустріального суспільства) та різні напрямки неомарксизму.
Наприкінці 19-го і на початку 20-го століть соціальна теорія стала тісно пов'язаною з академічною соціологією, а інші суміжні науки, такі як антропологія, філософія та соціальна робота, відокремилися в окремі дисципліни. Такі предмети, як «філософія історії» та інші мультидисциплінарні предмети, стали частиною соціальної теорії, що викладається в рамках соціології.
Відродження дискусій, вільних від дисциплінарних обмежень, почалося наприкінці 1920-х — на початку 1930-х років. Історичним прикладом є Франкфуртська школа. У 1940-х роках його приклад наслідував Комітет з питань соціальної думки Чиказького університету. У 1970-х роках програми з соціальних і політичних досліджень були створені в Сассексі та Йорку. Інші наслідували їх, з акцентами та структурами, такими як соціальна теорія та історія (Університет Каліфорнії у Девісі). Програми культурних досліджень поширили інтереси соціальної теорії на сферу культури і, таким чином, антропології. У Мельбурнському університеті було створено кафедру та бакалаврську програму з соціальної теорії. Наразі соціальна теорія, здається, набуває визнання як класична академічна дисципліна.

### Класична соціальна теорія
Адам Фергюсон, Монтеск'є та Джон Міллар, серед інших, були першими, хто почав вивчати суспільство окремо від політичних інститутів та процесів. У ХІХ столітті у вивчення суспільства було запроваджено науковий метод, що стало значним кроком вперед, який призвів до розвитку соціології як дисципліни.
У 18 столітті докласичний період соціальних теорій набув нової форми, яка забезпечує основні ідеї соціальної теорії, такі як еволюція, філософія історії, соціальне життя і суспільний договір, суспільна і загальна воля, конкуренція в соціальному просторі, організменна модель для опису суспільства. Монтеск'є у праці «Дух законів», де стверджується, що соціальні елементи впливають на людську природу, можливо, першим запропонував універсальне пояснення історії. Монтеск'є включив зміни в моралі та звичаях як частину свого пояснення політичних та історичних подій:
Філософи, зокрема Жан-Жак Руссо, Вольтер і Дені Дідро, розвивали нові соціальні ідеї в період Просвітництва, які ґрунтувалися на розумі та методах наукового дослідження. Жан-Жак Руссо в цей час відіграв значну роль у соціальній теорії. Він розкрив походження нерівності, проаналізував суспільний договір (і суспільну угоду), який формує соціальну інтеграцію, і дав визначення соціальної сфери або громадянського суспільства. Жан-Жак Руссо також підкреслював, що людина має свободу змінювати свій світ, і це твердження уможливило програмування та зміну суспільства.
Адам Сміт розглядав питання про те, чи є величезна майнова нерівність ознакою прогресу. Він пояснював, що заможні люди часто вимагають зручності, наймаючи численних інших для виконання роботи, щоб задовольнити їхні потреби. Сміт стверджував, що це дозволяє перерозподіляти багатство між жителями, і всі можуть брати участь у суспільному прогресі. Сміт пояснював, що соціальні сили можуть регулювати ринкову економіку з соціальною об'єктивністю і без необхідності втручання держави. Сміт вважав поділ праці важливим фактором економічного прогресу. Джон Міллар вважав, що покращення становища жінок є важливим для прогресу суспільства. Міллар також виступав за скасування рабства, вважаючи, що особиста свобода робить людей більш працьовитими, амбітними та продуктивними.
Перші «сучасні» соціальні теорії (відомі як класичні теорії), які починають нагадувати аналітичну соціальну теорію сьогодення, розвивалися одночасно з народженням науки соціології. Огюст Конт (1798–1857), відомий як «батько соціології», а дехто вважає його першим філософом науки, заклав основи позитивізму, а також структурного функціоналізму та соціального еволюціонізму. Карл Маркс відкидав позитивізм Конта, але все ж таки прагнув створити науку про суспільство, засновану на історичному матеріалізмі, ставши посмертно визнаним основоположником соціології. На рубежі 20-го століття перші німецькі соціологи, зокрема Макс Вебер і Георг Зіммель, розвинули соціологічний антипозитивізм. Цей напрям можна широко визнати як поєднання трьох напрямків соціологічної думки: дюркгеймівського соціологічного позитивізму та структурного функціоналізму, марксистського історичного матеріалізму та теорії конфлікту, а також веберівського антипозитивізму та критики «verstehen».
Інший ранньомодерний теоретик, Герберт Спенсер (1820–1903), ввів термін «виживання найбільш пристосованих». Вільфредо Парето (1848–1923) і Питирим А. Сорокін стверджували, що «історія розвивається циклічно», і представили теорію соціальних циклів, щоб проілюструвати свою точку зору. Фердинанд Тенніс (1855–1936) зробив спільноту і суспільство (Gemeinschaft і Gesellschaft, 1887) спеціальними темами нової науки «соціології», причому обидва ці поняття ґрунтуються на різних способах волевиявлення соціальних суб'єктів.
Піонери соціальної теорії та соціології 19 століття, такі як Сен-Сімон, Конт, Маркс, Джон Стюарт Мілл або Спенсер, ніколи не займали університетських посад, і їх широко вважали філософами. Еміль Дюркгейм намагався офіційно заснувати академічну соціологію, і зробив це в Бордоському університеті в 1895 році, опублікувавши «Правила соціологічного методу». У 1896 році він заснував журнал «L'Année Sociologique». Фундаментальна монографія Дюркгейма «Самогубство» (1897), присвячена дослідженню рівня самогубств серед католицького та протестантського населення, відмежувала соціологічний аналіз від психології чи філософії.

### Постмодерністська соціальна теорія
Термін «постмодернізм» увів у соціальну теорію 1971 року арабо-американський теоретик Іхаб Хассан у своїй книзі «Розчленування Орфея: На шляху до постмодерністської літератури». У 1979 році Жан-Франсуа Ліотар написав коротку, але впливову працю «Постмодерний стан: Доповідь про знання». Жан Бодріяр, Мішель Фуко та Ролан Барт мали вплив на розвиток постмодерністської теорії у 1970-х роках.
Науковці найчастіше вважають постмодернізм рухом ідей, що випливають з елементів модернізму, але водночас критикують їх. Широкий діапазон використання цього терміну призвів до того, що різні елементи модерну розглядаються як безперервні. Кожне з різних застосувань коріниться в певній суперечці про природу знання, відомої у філософії як епістемологія. Люди, які використовують цей термін, стверджують, що або існує щось принципово інше в передачі значення, або що модернізм має фундаментальні недоліки в своїй системі знань
Аргументом на користь необхідності терміну є те, що економічні та технологічні умови нашої епохи породили децентралізоване суспільство, в якому домінують засоби масової інформації. Ці ідеї є симулякрами, лише інтерреферентними репрезентаціями та копіями одна одної, без справжнього оригінального, стабільного чи об'єктивного джерела для комунікації та смислу. Глобалізація, спричинена інноваціями в комунікації, виробництві та транспорті, називається однією з сил, яка децентралізувала сучасне життя, створивши культурно плюралістичне і взаємопов'язане глобальне суспільство, в якому відсутній єдиний домінуючий центр політичної влади, комунікації чи інтелектуального виробництва. Постмодерністський погляд полягає в тому, що інтерсуб'єктивне знання, а не об'єктивне, є домінуючою формою дискурсу. Повсюдність копій і поширення змінює відносини між читачем і тим, що читається, між спостерігачем і спостережуваним, між тими, хто споживає, і тими, хто виробляє.
Не всі люди, які використовують термін «постмодерн» або «постмодернізм», вважають ці зміни позитивними. Користувачі цього терміну стверджують, що їхні ідеали виникли в результаті певних економічних і соціальних умов, включаючи «пізній капіталізм», зростання засобів масової інформації, і що такі умови підштовхнули суспільство до нового історичного періоду.

### Сучасність
В останні кілька десятиліть, у відповідь на постмодерністську критику, соціальна теорія почала наголошувати на свободі волі, індивідуальному виборі, суб'єктивній аргументації та важливості непередбачуваних подій замість детермінованої необхідності. Теорія раціонального вибору, символічний інтеракціонізм, хибна необхідність є прикладами нещодавніх розробок. Серед сучасних соціологів існує думка, що не існує великих об'єднуючих «законів історії», а є радше менші, конкретніші та складніші закони, які керують суспільством.
Філософ і політик Роберто Мангабейра Унгер нещодавно спробував переглянути класичну соціальну теорію, досліджуючи, як речі поєднуються між собою, замість того, щоб надати всеохоплююче єдине пояснення універсальної реальності. Він починає з визнання ключового розуміння класичної соціальної теорії суспільства як артефакту, а потім відкидає примусово прив'язані до нього характеристики, схожі на закони. Унгер стверджує, що класична соціальна теорія народилася, проголошуючи, що суспільство є створеним і уявним, а не вираженням природного порядку, що лежить в основі, але в той же час її спроможність була перевірена не менш поширеним прагненням створити схожі на закони пояснення історії та соціального розвитку. Гуманітарні науки, що розвивалися, претендували на визначення невеликої кількості можливих типів соціальної організації, які співіснували або змінювали один одного через невідворотні тенденції розвитку або глибоко вкорінені економічні організації чи психологічні обмеження. Яскравим прикладом є марксизм.
Унгер, називаючи свої зусилля «супертеорією», таким чином намагався розробити всеосяжний погляд на історію та суспільство. Унґер робить це, не підпорядковуючи глибокий структурний аналіз неподільному і повторюваному типу соціальної організації або звертаючись до законо-подібних обмежень і тенденцій. Його артикуляція такої теорії міститься у книзі «Хибна необхідність: Антинеобхідницька соціальна теорія на службі радикальної демократії», де він використовує практику глибокої логіки, щоб теоретично обґрунтувати людську соціальну діяльність через антинеобхідницький аналіз.
Унгер починає з формулювання теорії фальшивої необхідності, яка стверджує, що соціальні світи є артефактом людських зусиль. Не існує заздалегідь встановленого інституційного устрою, якого суспільства повинні дотримуватися, і не існує необхідної історичної моделі розвитку, якої вони будуть дотримуватися. Ми вільні обирати і створювати форми і шляхи, якими підуть наші суспільства. Однак це не дає права на абсолютну непередбачуваність. Унгер виявляє, що існують групи інституційних механізмів, які працюють разом, щоб створити певні інституційні форми — наприклад, ліберальну демократію. Ці форми є основою соціальної структури, яку Унгер називає формуючим контекстом. Щоб пояснити, як ми переходимо від одного формуючого контексту до іншого без традиційних для соціальної теорії обмежень історичної необхідності (наприклад, від феодалізму до капіталізму), і при цьому залишаючись вірним ключовій ідеї розширення індивідуальних можливостей людини та антинеобхідної соціальної думки, Унгер визнав, що існує нескінченна кількість способів протистояти соціальним та інституційним обмеженням, які можуть призвести до нескінченної кількості результатів. Таке розмаїття форм опору і розширення можливостей робить зміни можливими. Унгер називає таке розширення можливостей негативною здатністю. Однак Унгер додає, що ці результати завжди залежать від форм, з яких вони випливають. Новий світ будується на основі існуючого.

## Школи та напрямки

### Чиказька школа
Чиказька школа розвинулася в 1920-х роках завдяки роботам Альбіона Вудбері Смола, Вільяма Айзека Томаса, Ернеста В. Берджесса, Роберта Е. Парка, Еллсворта Фаріса, Джорджа Герберта Міда та інших соціологів Чиказького університету. Чиказька школа зосередилася на закономірностях та організації соціального явища в часі та місці, а також у контексті інших соціальних змінних.

### Критична теорія
Критичні теоретики зосереджуються на рефлексивній оцінці та критиці суспільства та культури з метою виявлення та оскарження владних структур та їх відносин і впливу на соціальні групи.

### Марксизм
Карл Маркс писав і теоретизував про важливість політичної економії для суспільства і зосереджувався на «матеріальних умовах» життя. Його теорії були зосереджені навколо капіталізму та його впливу на класову боротьбу між пролетаріатом та буржуазією.

### Постмодернізм
Жан-Франсуа Ліотар визначив постмодернізм як «недовіру до метанаративів» і протиставив його модерну, який він описав як «будь-яку науку, що легітимізує себе за допомогою посилання на метадискурс... що робить явну апеляцію до якогось великого наративу, такого як діалектика духу, герменевтика значення, емансипація раціонального або працюючого суб'єкта, або створення багатства».

### Інші напрямки
- Соціальний конструктивізм
- Теорія раціонального вибору
- Структурний функціоналізм - вплив Спенсера та Дюркгейма
- Соціальна дія - вплив Вебера та Парето
- Теорія конфлікту - вплив Маркса, Зіммеля
- Символічна взаємодія - вплив Джорджа Герберта Міда
- Хибна необхідність
- Агентський реалізм

## Ключові мислителі

### Французька соціальна думка
Серед відомих французьких соціальних мислителів - Клод Анрі Сен-Сімон, Огюст Конт, Еміль Дюркгейм та Мішель Фуко.

### Британська соціальна думка
Британська соціальна думка, з такими мислителями, як Герберт Спенсер, розглядала питання та ідеї, пов'язані з політичною економією та соціальною еволюцією. Політичні ідеали Джона Раскіна були попередниками соціальної економіки (книга «До цього останнього» мала дуже важливий вплив на філософію Ганді).

### Німецька соціальна думка
Серед важливих німецьких філософів і соціальних мислителів були Іммануїл Кант, Георг Вільгельм Фрідріх Гегель, Карл Маркс, Макс Вебер, Георг Зіммель, Теодор В. Адорно, Макс Горкгаймер, Герберт Маркузе і Ніклас Луман.

### Китайська соціальна думка
Важливими китайськими філософами та соціальними мислителями були Шан Ян, Лао Цзи, Конфуцій, Мен-цзи, Ван Чун, Ван Янмін, Лі Чжи, Чжу Сі, Гу Яньву, Гун Цзижень, Вей Юань, Кан Ювей, Лу Сюнь, Мао Цзедун, Чжу Мін.

### Італійська соціологія
Важливими італійськими соціологами є Антоніо Грамші, Гаетано Моска, Вільфредо Парето, Франко Ферраротті.

### Тайська соціальна думка
Серед важливих тайських соціальних теоретиків - Джит Пхумісак, Кукріт Прамой та Правасе Васи.

## В академічній практиці
Соціальна теорія намагається з'ясувати, чому люди населяють світ саме так, а не інакше, і як це сталося, розглядаючи владні відносини, соціальні структури та соціальні норми,[22] а також досліджуючи, як люди ставляться одне до одного та до суспільства, в якому вони перебувають, як це змінювалося з часом і в різних культурах,[23] а також інструменти, які використовуються для вимірювання цих речей. Соціальна теорія прагне до міждисциплінарності, поєднуючи знання з різних академічних дисциплін, щоб пролити світло на ці складні питання,[22] і може спиратися на ідеї з таких різноманітних галузей, як антропологія та медіа-дослідження.
Соціальна теорія спрямовує наукові дослідження, спонукаючи вчених думати про те, які теми підходять для дослідження і як їх вимірювати. Вибір або створення відповідної теорії для вивчення проблеми є важливим навиком для будь-якого дослідника. Важливі відмінності: теоретична орієнтація (або парадигма) - це світогляд, лінза, через яку людина організовує досвід (тобто мислення про людську взаємодію в термінах влади або обміну). Теорія - це спроба пояснити і передбачити поведінку в певних контекстах. Теоретичну орієнтацію не можна довести чи спростувати, а теорію - можна.
Маючи теоретичну орієнтацію, яка бачить світ з точки зору влади і контролю, можна створити теорію про насильницьку поведінку людини, яка включає конкретні причинно-наслідкові твердження (наприклад, те, що жертва фізичного насильства призводить до психологічних проблем). Це може призвести до гіпотези (передбачення) про те, що очікується побачити в конкретній вибірці, наприклад, "дитина, яку побили, виросте сором'язливою або агресивною". Потім можна перевірити гіпотезу, з'ясувавши, чи узгоджується вона з даними. Наприклад, можна переглянути лікарняні записи, щоб знайти дітей, які зазнали насильства, потім відстежити їх і провести особистісний тест, щоб побачити, чи виявляють вони ознаки насильства або сором'язливості. Вибір відповідної (тобто корисної) теоретичної орієнтації, в рамках якої можна розробити потенційно корисну теорію, є основою соціальних наук.

## Приклад питань, які ставили соціальні теоретики
Філософські питання, до яких зверталися соціальні мислителі, часто стосувалися, зокрема, і сучасності:
- Чи може людський розум осмислити соціальний світ і змінити його на краще?
- Чи є розвиток сучасних суспільств з величезною нерівністю в багатстві серед громадян прогресом?
- Як конкретні державні втручання та регулювання впливають на природні соціальні процеси?
- Чи слід регулювати економіку/ринок чи ні?

Інші питання, пов'язані з сучасністю, які розглядали соціальні мислителі, включають соціальну атомізацію, відчуження, самотність, соціальну дезорганізацію та секуляризацію.

## Зовнішні посилання
- The International Social Theory Consortium
- Theoria: A Journal of Social and Political Theory (archived)
- Sociological Theorists
- Social Theory Research Network of the European Sociological Association
- David Harris, Why is Social Theory So "Difficult"
- Harriet Martineau 1802-1876, prolific writer on social theory, some at Project Gutenberg
- Teng Wang, Social Phenomena